# Caribische rifhaai
De Caribische rifhaai (Carcharhinus perezii) is een grondhaai uit de familie van de requiemhaaien (Carcharhinidae). De wetenschappelijke naam van de soort werd in 1876 als Platypodon perezii gepubliceerd door Felipe Poey.

## Kenmerken
De lichaamslengte is ongeveer twee meter, de kleur is grijs. Er loopt een richel tussen de eerste en tweede rugvin.

## Leefwijze
Het voedsel bestaat uit vissen van het rif, roggen en grote krabben.

## Voortplanting
Vrouwelijke exemplaren baren levende jongen in een worp van 4-6 exemplaren die ongeveer 60/70 centimeter lang zijn bij de geboorte.

## Verspreiding en leefgebied
De haai leeft in de tropische westelijke Atlantische Oceaan en het Caribisch Gebied van Florida en de Bahama's tot Brazilië. De haai is vaak aan de rand van rifgebieden te vinden boven het diepe water of boven zandbodems.

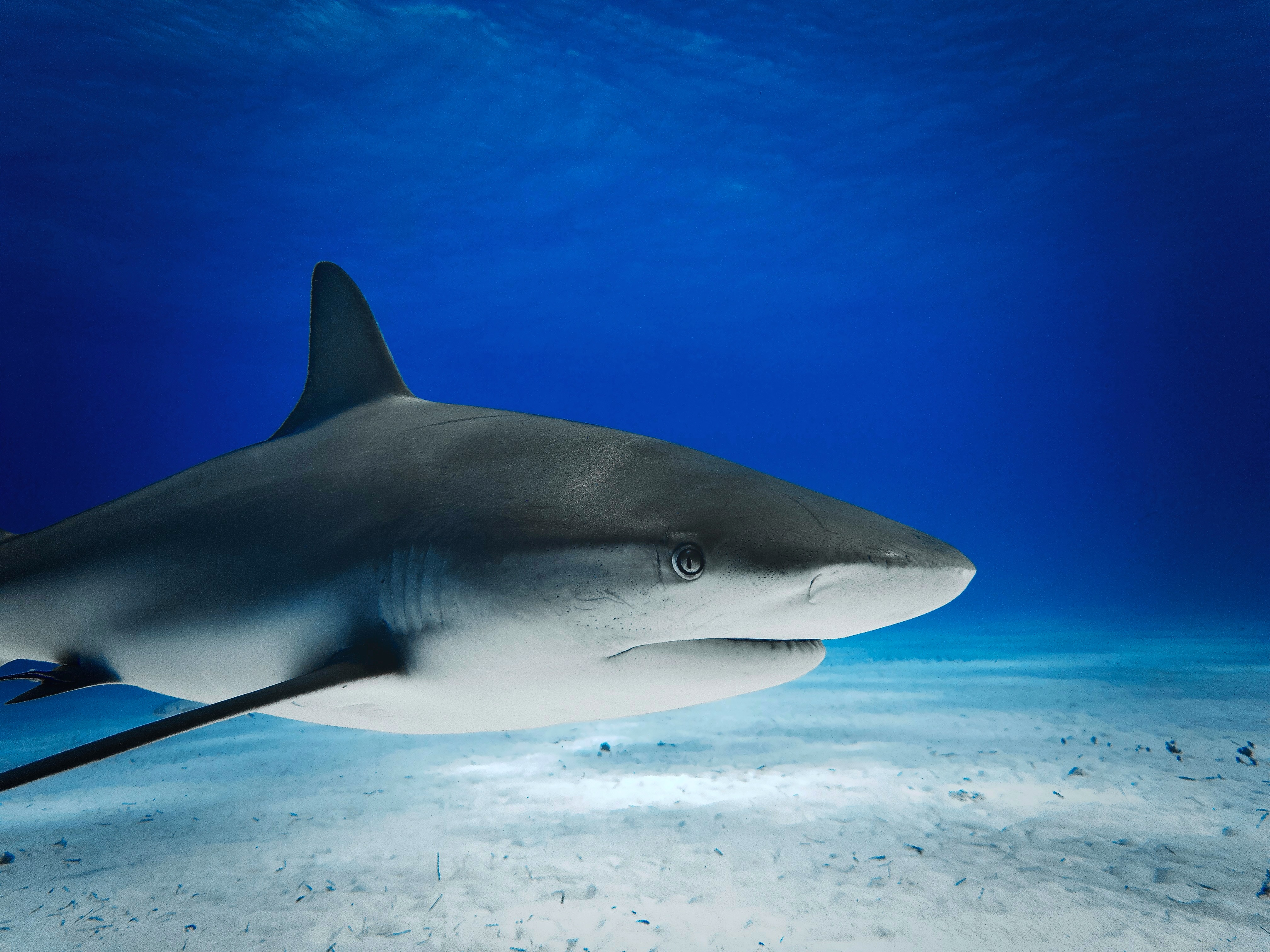
Kop en romp van een Caribische rifhaai bij Tiger Beach op de Bahama's
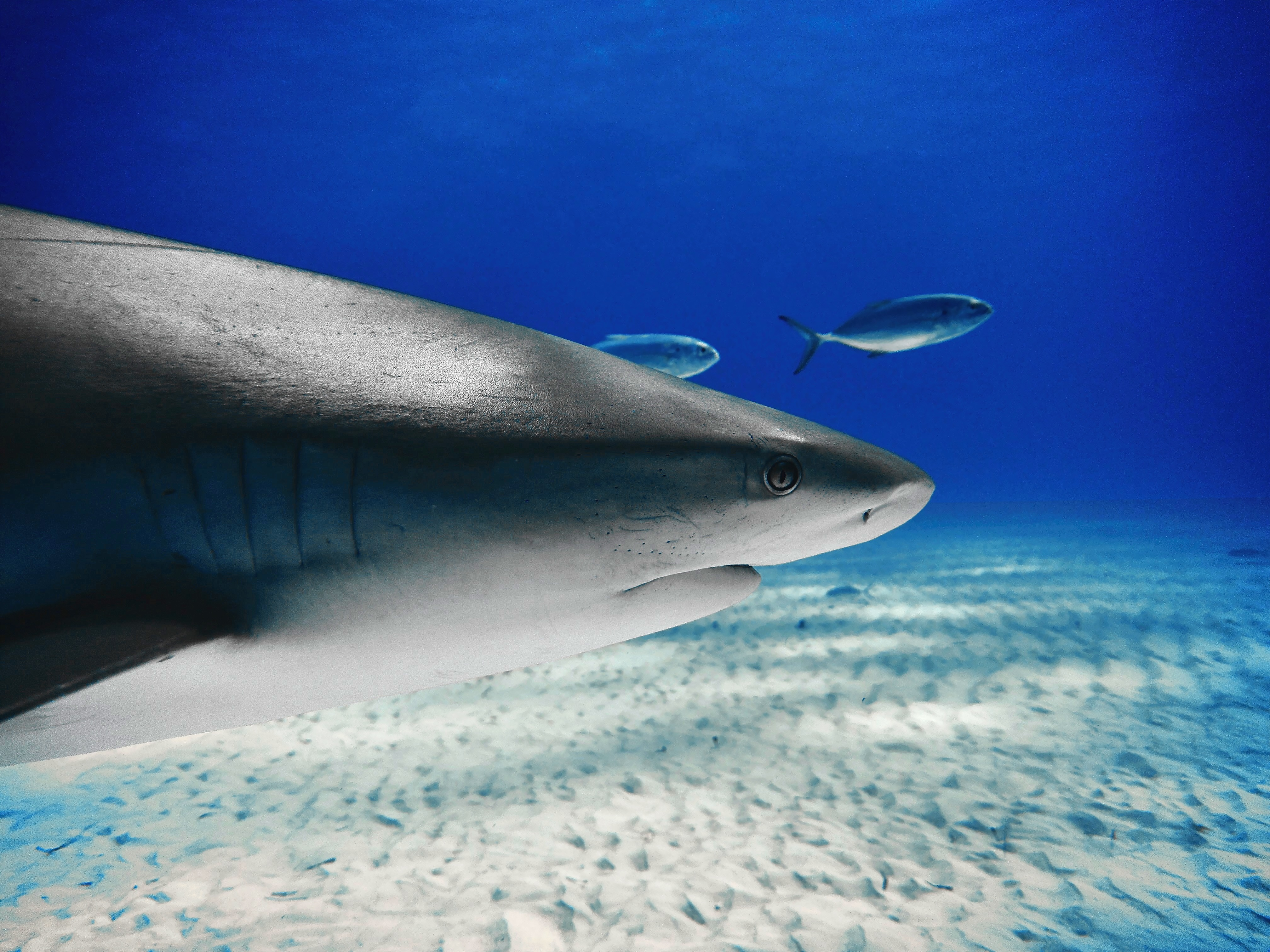
Close-up van de kop van de Caribische rifhaai met zichtbare kieuwen
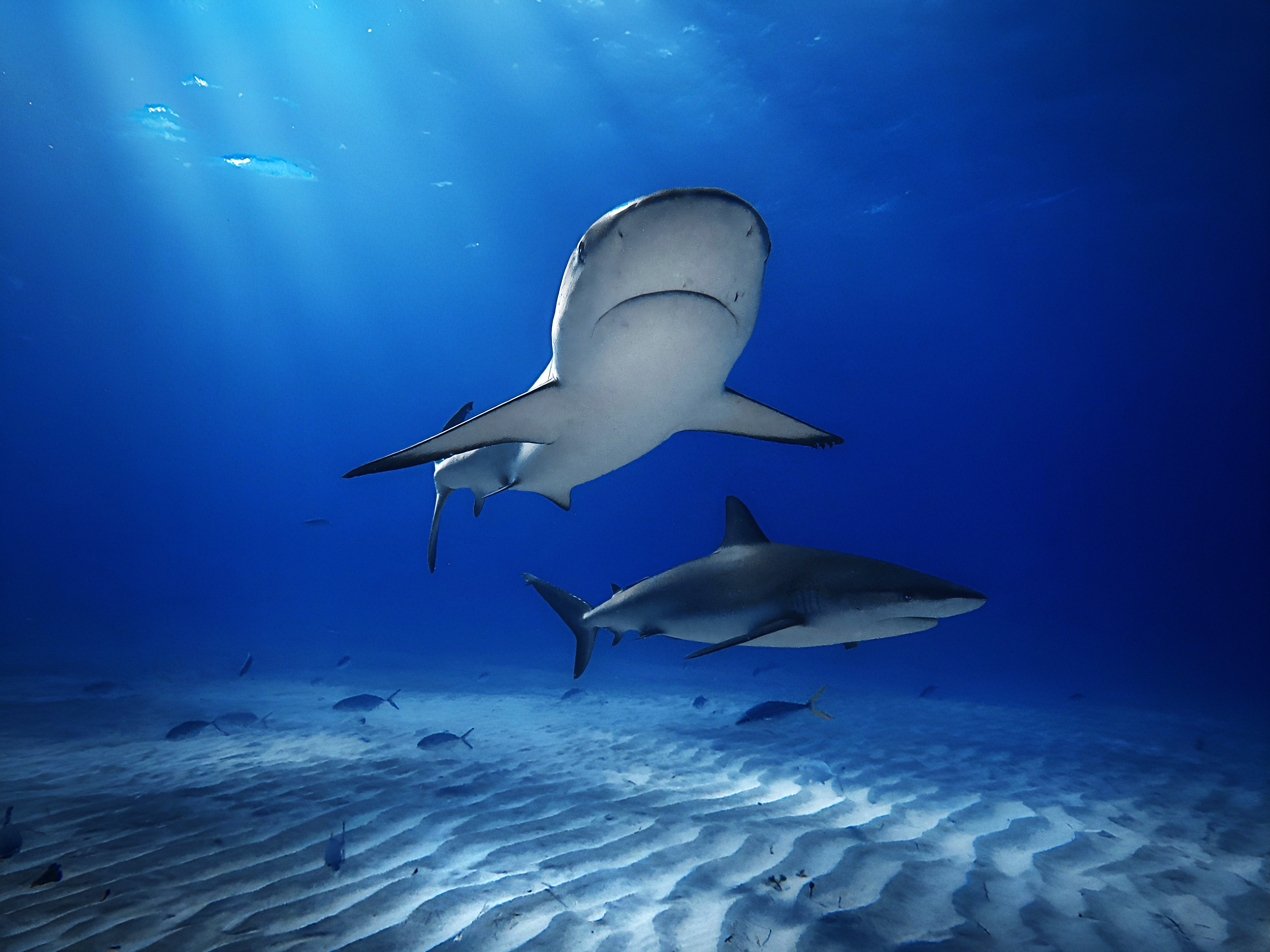
Twee Caribische rifhaaien met zichtbare onderkant